# アデル・ド・シャンパーニュ
アデル・ド・シャンパーニュ（Adèle de Champagne, 1140年頃 - 1206年6月4日）は、フランス王ルイ7世の3番目の王妃。名はアデライード（Adélaïde）、アリックス（Alix）とも呼ばれる。父はシャンパーニュ伯兼ブロワ伯ティボー2世、母はケルンテン公エンゲルベルトの娘マティルド。叔父にイングランド王スティーブンがいる。

## 生涯
1160年にルイ7世と結婚した。ルイ7世は、最初の妻アリエノール・ダキテーヌとは1152年に離婚し（イングランド王ヘンリー2世と再婚した）、2番目の妃コンスタンス・ド・カスティーユとは1160年に死別していたが、どちらとの間にも男子がいなかった。また、アリエノールとの間の娘マリーとアリックスは、いずれもアデルの兄であるシャンパーニュ伯アンリ1世、ブロワ伯ティボー5世と結婚している。
アデルとルイ7世の間には1男1女が生まれた。
- フィリップ2世（1165年 - 1223年） - フランス王
- アニェス（1171年 - 1220年） - 東ローマ皇帝アレクシオス2世コムネノスの皇后、のちアンドロニコス1世コムネノスの皇后

1180年にルイ7世が崩御し、フィリップ2世が即位するが、フィリップは同年、エノー伯ボードゥアン5世の娘でアルトワ伯領の女子相続人イザベル・ド・エノーと結婚した。イザベルは元来、アデルの甥にあたるブロワ家のシャンパーニュ伯アンリ2世と婚約していたが、この婚約を反故にさせる形での結婚であった。
アデルは甥アンリとイザベルの婚約破棄を実家ブロワ家への脅威とみなし、この結婚を喜ばなかった。この脅威に対し、アデルはブルゴーニュ公ユーグ3世およびフランドル伯フィリップ1世と同盟を結び、神聖ローマ皇帝フリードリヒ1世をも巻き込もうとした。
1181年に紛争が勃発し、フランス王家とエノー家の関係が悪化したため、またイザベルがまだ若年であったにもかかわらず「懐妊の兆しが見えない」ことを理由とし、フィリップ2世は1184年にイザベルとの離婚を企てたが、離婚による王家のアルトワ伯領の損失などの不利益と周囲の説得により思い止まっている。
アデルはフィリップ2世が第3回十字軍遠征で不在の間に摂政を務めたが、1192年に王が帰還した際にフランス王家を立ち去り、ジャード修道院などの修道院の設立に参加した。また、ポントフロー修道院と近隣の領主との間の紛争の解決にも尽力した。
1206年6月に死去し、オセール近郊のポンティニー修道院に埋葬されている。